# Morihei Uešiba
Morihei Uešiba (植芝盛平), japonski mojster borilnih veščin, * 14. december 1883, Prefektura Wakayama, regija Kinki oz. Kansai, Honšu, Japonska, † 26. april 1969.
Morihei Ueshiba je bil znan mojster borilnih veščin in ustanovitelj Ajkida. Ajkidoke ga pogosto imenujejo tudi O'Sensei (翁先生) (pri čemer »sensei« v japonščini pomeni učitelj, predlog »o« pa se uporablja v znak spoštovanja; »Veliki učitelj« ali preprosto »Starejši učitelj«).
1. 1 2  data.bnf.fr: platforma za odprte podatke — 2011.
2. ↑  Babelio — 2007.